# 徐孟邃
徐孟邃（1609年—？），字君發，號孺深，浙江杭州府海寧縣軍籍，嘉興府海鹽縣人，明朝政治人物。

## 生平
崇禎三年（1630年）庚午科浙江鄉試第四十四名舉人，七年（1634年）中式甲戌科會試第一百八十九名，三甲第四十七名進士。兵部觀政，授貴池縣知縣，八年（1635年）革職。

## 家族
曾祖徐禾，嘉靖十六年舉人，刑部員外郎；祖父徐善胤，太學生；父徐元明，太學生。